# Kebur (Tiang Pumpung Kepungut)
Kebur is een bestuurslaag in het regentschap Musi Rawas van de provincie Zuid-Sumatra, Indonesië. Kebur telt 1948 inwoners (volkstelling 2010).